# Passage Rock
Der Passage Rock (in Argentinien sinngemäß identisch Roca Pasaje, in Chile Islote Channel) ist ein Rifffelsen im Archipel der Südlichen Shetlandinseln. In der Gruppe der Aitcho-Inseln liegt er 1,8 km westlich der Halbinsel Fort William von Robert Island in der English Strait.
Wissenschaftler der britischen Discovery Investigations, die ihn 1935 kartierten, benannten ihn so, weil der Felsen ihnen bei der Passage der English Strait als Orientierungspunkt diente.